# Батіг Микола Іванович
Мико́ла Іва́нович Батіг (26 листопада 1922, с. Кугаїв, нині Львівський район, Львівська область — 2008, Львів) — український мистецтвознавець, художник-графік. Чоловік Емілії Батіг.

## Життєпис
Народився 26 листопада 1922 року у с. Кугаїв, нині Львівського району, Львівської області.
Навчався у Львівському художньо-промисловому училищі (1940—1941), Державно-промисловій школі (1942—1944), Українському поліграфічному інституті імені Івана Федорова (1945—1947); закінчив Львівський університет імені Івана Франка (1958). У 1942—1944 році виконував ілюстрації для молодіжного патріотичного журналу. Член ОУН (з 1941). З 1945 року — музейний сторож, а згодом науковий співробітник Львівського державного музею українського мистецтва. Був заарештований та засуджений за активну національно-патріотичну діяльність і у сфері українського мистецтва. Викладав у Львівському державному інституті прикладного і декоративного мистецтва (шрифти та історію українського мистецтва), та в Львівському училищі прикладного мистецтва імені Івана Труша. Член НСХУ (1962). З 1972 року звільнений з посади викладача, виведений з Правління Спілки художників. З 1996 року відновлений на посаді наукового працівника Національного музею у Львові.
Автор численних наукових праць, мистецьких досліджень, монографій, каталогів, журнальних та газетних статей про видатних українських митців: Дмитра Крвавича, Олена Кульчицьку, Осипа Куриласа, Антіна Манастирського, Вітольда Манастирського, Івана Труша, Євгена Дзиндру, Зеновія Кецала та ін.

## Нагороди і відзнаки
- Медаль Міністерства культури (2002);
- Хрест Звитяги (2005);
- Орден «За заслуги» III ступеня (2006).

## Джерело
- Жеплинська О. Він належить до патріархів музейної справи: до 85-ліття мистецтвознавця Миколи Батога. — К.: Образотворче мистецтво, 2008. — № 2. — C. 50—51.